# 宮地豊
宮地 豊（みやじ ゆたか、1961年8月20日 - ）は、日本の実業家。八木橋百貨店（株式会社八木橋）の従業員。
ビートルズの愛好家で、アイデアマンとしても知られる。埼玉県浦和市（現・さいたま市）出身。
　

## 来歴
生まれたのは浦和市だが、小学生の頃に熊谷市近辺に移り住んだという。小学生だった1968年に、解体される蒸気機関車を見て、国鉄の大宮工場へ機関車の寄贈を求める手紙を送ったがその時点では返答はなく、かわりに子供会で大宮工場へ招待された。1972年11月に国鉄からC58蒸気機関車の寄贈が決まり、吹上町立吹上小学校に保存されることとなる。
1973年に、WINGSの「JET」を聴き　音楽に目覚める。1980年1月16日に来日したポール・マッカートニーが大麻取締法で逮捕された際には、新橋の仮留置場に毎日通ったという。1983年1月には渡英してアディルフィーホテル（リバプール）にて「GET BACK」等を演奏。」日本人で初めてリバプールでビートルズソングを演奏したといわれる。
大学で経済学を専攻した後、1983年、株式会社八木橋に入社した。当初はメンズカジュアル化粧品を担当した。その後も紳士服などの売場で長く勤務した。2002年に販売促進部へ異動し、企画担当となる。「おやじバンド大会」、「Negicco感謝祭」、「HTBショップ」など他店で見られない企画を行う。
2007年には、熊谷市の「あついぞ!熊谷」事業に協賛した大温度計を八木橋が直実商店街とともに設置した際には、その発案者の一人となった。その年の8月16日に、熊谷市では当時の気象庁観測日本最高気温を記録した。同年の新語流行語大賞を「猛暑日」で受賞する。
2013年、シンコーミュージックのムック『ランキング! ザ・ビートルズ』で、ミュージシャンやライターに混ざり、ランキング選定する「ビートルズの達人」100人の一人に選ばれる。
2014年、テレビ埼玉「たまたま」ドキュメントSP「埼玉県で たぶん唯一ポール・マッカートニーに4回会った男 宮地 豊」が放送される。
「あついぞ!熊谷」事業終了に伴い、2017年限りで前記の大温度計が撤去されることになっていたが、市民の要望で翌年以降も存続となる。このとき埼玉新聞の報道で宮地は「熊谷の認知度をこの温度計によって全国に広めたと自負している」と述べた。2018年に、「熊谷夏の陣」とタイトルを変えてリニュアル大温度計が設置された。7月23日に再び日本最高気温41.1度を記録。2019年時点では執行役員となっていた。
2021年に定年を迎え、初のエッセイ「ビートルズ中毒症候群」をAmazon電子書籍で発売した。ただし、定年後の2022年時点でも「営業推進 販促・企画シニアアドバイザー」の肩書きで八木橋に勤務している。
1. 1 2 3 4 5 6 7 8 9  八木橋百貨店・宮地 豊さんに聞く「現代におけるデパートの役割」 - QONVERSATIONS（2014年7月11日）2022年10月9日閲覧
2. ↑  昭和62年頃まで吹上小学校の校庭に展示されていたSL（C58363）のカラー写真を探している。展示場所やその周囲の様子がわかるような写真が良い。 - レファレンス協同データベース（国立国会図書館、2021年6月17日）
3. ↑  SLパレオエクスプレスについて - 秩父鉄道、2022年10月9日閲覧
4. 1 2 3 4  “熊谷シンボルの大温度計廃止に市民ら“待った”　存続決定、新装へ”. 埼玉新聞. (2017年5月12日) 2022年10月9日閲覧。
5. ↑  大温度計、15回の節目「暑さ日本一」熊谷の仕掛け人、八木橋百貨店部長が8月に定年／埼玉 毎日新聞2021年5月15日
6. 1 2 3  “気候変貌　とちぎ・適応への模索 第２部・熱中症 ＜７＞自治体　官民挙げ、脅威に備え”. 下野新聞. (2019年) 2022年10月9日閲覧。
7. ↑  “熊谷・八木橋百貨店と北海道テレビがコラボ商品　今回はTシャツで”. 熊谷経済新聞. (2022年5月19日) 2022年10月9日閲覧。

2024年アサヒビール「マルエフ」CMに八木橋百貨店の大温度計と出演。
マルエフ：公式:https://www.youtube.com/watch?v=IoM_xrN64qw